# Eugen Rosenstock-Huessy
Eugen Rosenstock-Huessy (6. července 1888 Berlín – 24. února 1973 Norwich, Vermont) byl německo-americký právník, historik a originální filosof dějin.

## Život
Eugen Rosenstock se narodil v rodině vzdělaného židovského bankéře nakloněné ke křesťanství, roku 1906 byl pokřtěn jako luterán, vystudoval právo a filosofii v Heidelbergu a pak přednášel právo na univerzitě v Lipsku. Roku 1914 se ve Florencii setkal se svou pozdější ženou, historičkou umění Margit Huessy. Léta 1914–1918 strávil na západní frontě a dopisoval si s přítelem F. Rosenzweigem, který byl také ve válce. Po válce vydával tovární noviny v automobilce Daimler-Benz, spoluzakládal nakladatelství Patmos a v letech 1923–1933 přednášel právo na univerzitě ve Vratislavi. V letech 1925–1930 vydávali přátelé Rosenstock, Martin Buber, protestant Viktor von Weizsäcker a katolík Joseph Wittig časopis Die Kreatur (Stvoření), kam přispíval i Rosenzweig, Šestov, Berďajev a další. Rosenzweig psal o jazyce, o společenských vědách, o církvi a o historii. Soustavně se věnoval mimoškolnímu vzdělávání a organizoval letní tábory, kde mladí lidé společně pracovali a vzdělávali se.
Po Hitlerově nástupu k moci roku 1933 Rosenstock emigroval do USA, přednášel na Harvardově univerzitě, kde se úzce spřátelil s A. N. Whiteheadem, a v letech 1936–1957 přednášel na Dartmouth College. Roku 1938 vydal svoji nejznámější knihu Out of Revolution s podtitulem „autobiografie západního člověka“. Na pozvání presidenta Roosevelta organizoval od roku 1940 pracovní a vzdělávací tábory, na něž později navázal známý Peace Corps, a po válce hodně cestoval a přednášel po USA i po Evropě.

## Myšlení
Určujícím zážitkem byla pro Rosenstocka první světová válka, kterou chápal jako historický přelom a zároveň naléhavý úkol pro historiky a filosofy. Ze svého studia raně středověkých dějin vytěžil názor, že evropské dějiny posledního tisíciletí jsou členěny velkými výbuchy kolektivních vášní čili revolucemi. Protože však nezničily důležité evropské instituce, včetně církevních, které dbaly o to, aby se dosažená úroveň neztratila, mohlo být výsledkem postupné rozšiřování lidské svobody. Ve 20. století se ukázalo, že válka v tradičním smyslu už není možná a mění se v občanskou válku. Nicméně lidské dějiny nebyly a nebudou vedeny jen rozumovými úvahami, nýbrž nadšením a vášněmi; je tedy krajně důležité zkoumat logiku těchto revolucí a snažit se i lidské vášně kultivovat a obracet ke prospěchu lidstva.

## Spisy
Anglicky:
- Judaism despite Christianity (Judaismus nehledě na křesťanství, korespondence s F. Rosenzweigem)
- The multiformity of man (Mnohotvárnost člověka)
- Out of revolution (Z revoluce)
- The origin of speech (Původ řeči)
- Planetary service: the way into the third millenium (Planetární služba: cesta do třetího tisíciletí)
- Practical knowledge of the soul. (Praktická znalost duše)
- Speech and reality (Řeč a skutečnost)

Německy:
- Der Atem des Geistes (Dech ducha)
- Des Christen Zukunft oder wir überholen die Moderne (Křesťanova budoucnost, čili překonáme modernu)
- Die europäischen Revolutionen, Volkscharaktere und Staatenbildung (Evropské revoluce, národní povahy a vznik států)
- Friedensbedingungen einer Weltwirtschaft (Mírové podmínky světového hospodářství)

## Citát
| „                           | Lidské srdce se musí do něčeho či do někoho zamilovat, jinak onemocní. Nemůže zůstat neobsazené. | “ |
| — Out of revolution, str. 4 |                                                                                                  |   |